# Yoon Suk-yeol
Yoon Suk-yeol (Hangul:윤석열) (Seoel, 18 december 1960) is een Zuid-Koreaanse politicus en voormalig officier van justitie en rechter. Hij was van 10 mei 2022 tot 4 april 2025 de de 13e president van Zuid-Korea als opvolger van Moon Jae-in. Voor zijn presidentschap was hij tussen 2019 en 2021 procureur-generaal. Hij was van december 2024 tot april 2025 geschorst wegens het uitroepen van de militaire noodtoestand en in januari 2025 gearresteerd. Op 3 april 2025 zette het Constitutionele Hof Yoon definitief uit het ambt van president.

## Politieke loopbaan
Yoon Suk-yeol werd geboren in Seoul en studeerde aan de Nationale Universiteit van Seoul. In zijn rol als hoofd van het Zuid-Koreaanse gerechtshof was hij betrokken bij de veroordeling van de voormalige presidenten Park Geun-hye en Lee Myung-bak voor machtsmisbruik. Toen hij later fungeerde als procureur-generaal van Zuid-Korea was hij tevens betrokken bij de veroordeling van politicus Cho Kuk, een belangrijke figuur in de regering van Moon Jae-in.

## President (2022–2025)
Als een lid van de People Power Party versloeg Yoon nipt kandidaat Lee Jae-myung van de Minju-partij en werd daardoor president vanaf 10 mei 2022.
Hij besloot niet te gaan wonen in het Blauwe Huis, de officiële woon- en werkplaats van de president, en stelde het complex open voor het publiek. Voor het eerst in 74 jaar kunnen Koreanen en toeristen het complex bezoeken.
Na 100 dagen in functie was zijn populariteit gekelderd, in een peiling van Gallup Korea die in augustus 2022 werd gehouden, keurde slechts 24% van de respondenten zijn leiderschap goed, terwijl 66% het afkeurde. Vooral zijn binnenlands beleid kampte met tegenslagen. Het land gaat gebukt onder hoge energieprijzen en inflatie en begin augustus kwamen 11 mensen om het leven door hevige neerslag. Verder benoemde Yoon's veel voormalige aanklagers op belangrijke posities en kampt zijn partij met verschillende schandalen. Zijn voorstel om de leeftijd voor het eerste schooljaar te verlagen van zes naar vijf jaar was zo impopulair dat de minister van Onderwijs gedwongen werd af te treden. Zijn buitenlands beleid is gericht op een betere relatie met de Verenigde Staten, in mei 2022 ontmoette hij Joe Biden en kort daarna kondigden Koreaanse bedrijven aanzienlijke investeringen aan in de VS. Yoon heeft ook de Japanse premier Fumio Kishida ontmoet en op 18 juli kwamen ze overeen hun beleid ten aanzien van Noord-Korea te coördineren en een oplossing te vinden voor de netelige kwestie van gedwongen Koreaanse arbeid tijdens de Tweede Wereldoorlog.
Medio december 2023 bracht hij een tweedaags bezoek aan Nederland. Het was het allereerste staatsbezoek van een Zuid-Koreaanse president in Nederland. De landen hebben sinds 1961 een diplomatieke relatie. Hij bezocht ook ASML met enkele bestuurders van Samsung Electronics en SK Hynix.

## Staat van beleg
Op 2 december 2024 kondigde president Yoon Suk-yeol in een televisietoespraak de staat van beleg af. Dat betekende dat het parlement en de politieke partijen buitenspel werden gezet en de media onder gezag van het leger werden gesteld. Ook politieke bijeenkomsten en demonstraties zouden worden verboden, evenals stakingen en werkonderbrekingen. De aankondiging leidde tot massale demonstraties bij het parlement. Het parlement slaagde erin een motie aan te nemen die bepaalde dat de staat van beleg moest worden opgeheven. Er waren 190 van de 300 leden aanwezig die allen de motie steunden. Daarop trok de president de zelf afgekondigde noodtoestand weer in. De oppositie eiste daarop het aftreden van de president. Op 14 december stemde een tweederdemeerderheid in het Zuid-Koreaanse parlement voor zijn afzetting.
Op 15 januari 2025 is hij gearresteerd, en op 26 januari werd hij formeel in staat van beschuldiging gesteld. Hij wordt verdacht van het leiden van een opstand en riskeert een levenslange gevangenisstraf of de doodstraf.
Op 4 april werd hij unaniem door het achtkoppige Constitutionele Hof uit zijn ambt gezet. Op 3 juni 2025 waren in Zuid-Korea de verkiezingen voor een nieuwe president.